# ماریان کوچینیاک
ماریان کوچینیاک (لهستانی: Marian Kociniak؛ ‏ ۱۱ ژانویهٔ ۱۹۳۶ – ۱۷ مارس ۲۰۱۶) بازیگر اهل لهستان بود.
از فیلم‌ها یا برنامه‌های تلویزیونی که وی در آن نقش داشته‌است، می‌توان به چگونه جنگ جهانی دوم را آغاز کردم، دارکوب، پنج، یانوشیک، پان تادئوش و دانتون اشاره کرد.
وی همچنین برندهٔ جوایزی همچون گلوریا آرتیس شده‌است.